# Abbi cura di te (album Levante)
Abbi cura di te è il secondo album in studio della cantautrice italiana Levante, pubblicato il 5 maggio 2015.

## Tracce
Testi e musiche di Claudia Lagona.
1. Le lacrime non macchiano – 3:26
2. Ciao per sempre – 3:25
3. Abbi cura di te – 4:08
4. Caruso Pascoski – 3:20
5. La rivincita dei buoni – 3:31
6. Contare fino a dieci – 2:52
7. Tutti i santi giorni – 3:15
8. Finché morte non ci separi – 4:56
9. Lasciami andare – 3:55
10. Mi amo – 4:11
11. Pose plastiche – 2:36
12. Biglietto per viaggi illimitati – 3:28
13. Lasciami andare (Acoustic Version) (traccia bonus) – 4:16

## Classifiche
| Classifica (2015) | Posizione raggiunta |
| ----------------- | ------------------- |
| Italia            | 17                  |

## Formazione
- Levante – voce
- Federico Puttilli – chitarra
- Alessio Sanfilippo – batteria, percussioni
- Daniele Celona – pianoforte
- Bianco – mellotron, programmazione, basso, chitarra
- Ale Bavo – Fender Rhodes, programmazione, sintetizzatore, pianoforte
- Stefano Piri Colosimo – tromba
- Mr. T-bone – trombone
- Paolo Parpaglione – sax, flauto